# سیدنی لرو

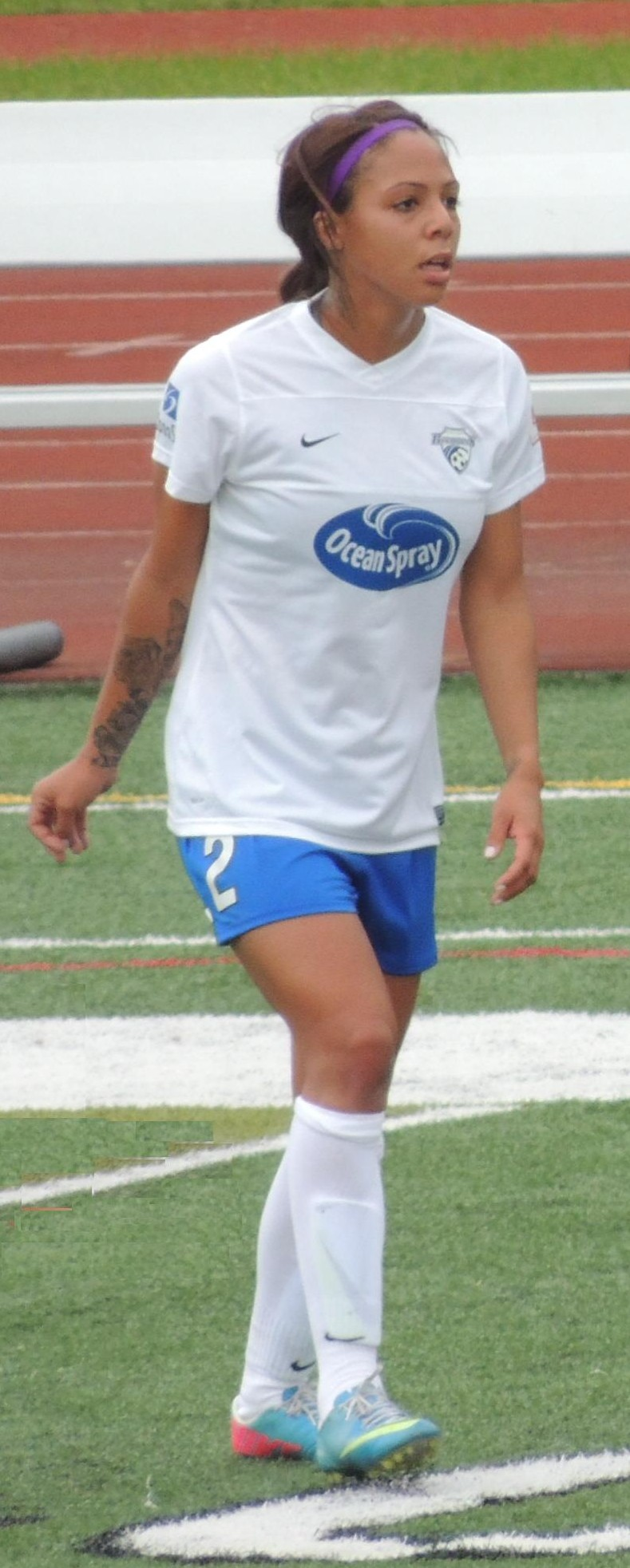

سیدنی ری لرو دوایر (به انگلیسی: Sydney Rae Leroux Dwyer) (زاده ۷ مه ۱۹۹۰ میلادی در بریتیش کلمبیا) بازیکن فوتبال و عضو تیم ملی فوتبال زنان ایالات متحده آمریکا است.
او در باشگاه وسترن نیویورک فلش بازی می‌کند.
همسر او دام دوایر بازیکن فوتبال اهل انگلستان است.